# Popis premijera Nizozemskih Antila
U tekstu slijedi popis premijera Nizozemskih Antila:
| Moises Frumencio da Costa Gomez     | travanj-srpanj 1949.          | NVP / PNP |
| Lindoro Christoffel Kwartsz         | 1949. – 1951.                 |           |
| Moises Frumencio da Costa Gomez     | 1951. – 1954.                 | NVP / PNP |
| Efraïn Jonckheer                    | 1954. – 1968.                 | DP        |
| Ciro Domenico Kroon                 | 1968. – 1969.                 | DP        |
| Gerald Sprockel                     | rujan-prosinac 1969.          |           |
| Ernesto Petronia                    | 1969. – 1971.                 | DP        |
| Ronchi Isa                          | veljača - lipanj 1971.        | DP        |
| Otto Beaujon                        | 1971. – 1973.                 | DP        |
| Juancho Evertsz                     | 1973. – 1977.                 | NVP / PNP |
| Lucina da Costa Gomez-Matheeuws (v) | kolovoz 1977.                 | NVP / PNP |
| Leo Chance                          | kolovoz-listopad 1977.        | WIPM      |
| Boy Rozendal                        | 1977. – 1979.                 | DP        |
| Miguel Pourier (1x)                 | srpanj - prosinac 1979.       | UPB       |
| Don Martina                         | 1979. – 1984.                 | MAN       |
| Maria Liberia-Peters (v)            | 1984. – 1986.                 | NVP / PNP |
| Don Martina                         | 1986. – 1988.                 | MAN       |
| Maria Liberia-Peters (v) (2x)       | 1988. – 1993.                 | NVP / PNP |
| Suzy Camelia-Römer (v) (1x)         | studeni - prosinac 1993.      | NVP / PNP |
| Alejandro Felippe Paula             | prosinac 1993. - ožujak 1994. | NVP / PNP |
| Miguel Pourier                      | 1994. – 1998.                 | PAR       |
| Suzy Camelia-Römer (v)              | 1998. – 1999.                 | NVP / PNP |
| Miguel Pourier                      | 1999. – 2002.                 | PAR       |
| Etienne Ys                          | 2002. – 2003.                 | PAR       |
| Ben Komproe                         | srpanj-kolovoz 2003.          | FOL       |
| Mirna Louisa-Godett (v)             | 2003. – 2004.                 | FOL       |
| Errol Cova (waarnemend)             | 3. lipnja 2004.               | PLKP      |
| Etienne Ys                          | 4. lipnja 2004. – 2006.       | PAR       |
| Emily de Jongh-Elhage (v)           | 2006. – 10. listopada 2010.   | PAR       |

Kratice: 
NVP / PNP = Nacionalna pučka stranka (Nationale Volkspartij), Partido Nashonal di Pueblo; kršćanski demokrati); DP= Demokratska stranka (Nizozemski Antili) (Democratische Partij) (socijaldemokrati); WIPM= Narodni pokret Privjetrinskih otoka (Volksbeweging van de Benedenwindse Eilanden; Saba, regionalisti); UPD= Patriotska unija Bonairea (Union Patriotiko Boneiriano, Patriottische Unie van Bonaire); MAN= Pokret za Nove Antile (Movimentu Antiyas Nobo, Beweging Nieuwe Antillen, Beweging voor een Nieuwe Antillen; socijaldemokrati); PAR= Stranka za restrukturirane Antile (Partido Antiá Restrukturá, Partij voor een Geherstructyreerde Antillen) (kršćanski socijalisti); FOL= Radnički oslobodilački front 30. svibnja (Frente Obrero i Liberashon 30 di Mei, Arbeidersfront en Bevrijding 30 mei; socijaldemokrati); PLKP= Radnička stranka narodnog križarstva (Partido Laboral Krusada Popular, Arbeiderspartij van de Kruistocht van het Volk)
Vidi: Guverner Nizozemskih Antila. Parlament Nizozemskih Antila